# Ставровский, Михаил Сергеевич
Ставро́вский Михаи́л Серге́евич (род. 7 апреля 1950, Череповец, Вологодская область, СССР) — депутат Законодательного Собрания Вологодской Области от Индустриального одномандатного избирательного округа № 6 города Череповца. Избран председателем постоянного комитета по экологии и природопользованию. До этого, с 2006 по 2011 года — директор СБК ОАО «Северсталь», с 1996 по 2006 — мэр города Череповца.

## Биография
В 1972 году окончил Ленинградскую лесотехническую академию им. С. М. Кирова по специальности «инженер-технолог».
В 1973 году экстерном сдал экзамены при Ворошиловградском высшем военном авиационном училище штурманов по специальности «самолетовождение», и до 1975 года служил штурманом дальней авиации Северного флота.
С 1975 года работал по гражданской специальности, возглавлял лесозаготовительное объединении «Череповецлес».
С 1987 по 1990 гг. — работа в партийных органах города Череповца.
С 1991 года по 1996 год возглавлял администрацию Череповецкого района.
В 1996 году впервые избран мэром города Череповца. В 2000 и 2003 году был переизбран на данный пост во второй и в третий раз.
С декабря 2006 года по январь 2011 — директор СБК ОАО «Северсталь»
С января 2011 года — советник генерального директора ЧерМК ОАО «Северсталь»
В декабре 2011 года избран депутатом Законодательного собрания Вологодской области. На сессии Заксобрания (14 декабря 2011 года) назначен председателем постоянного комитета Законодательного Собрания области по экологии и природопользованию
Сын Евгений (род. 1973) — хоккейный тренер.

## Награды и звания
- Орден Дружбы (2000 год)
- Орден Почёта (2005 год)
- Почётный гражданин Череповца (2006 год)
- Почётная грамота Губернатора Вологодской области